# Jesco von Puttkamer (général)
Jesco Eugen Bernhard Wilhelm von Puttkamer (né le 26 août 1876 à Berlin et mort le 25 mars 1959 à Wiesbaden) est un officier allemand, dernier lieutenant général de la Seconde Guerre mondiale.

## Biographie
Après avoir étudié dans différentes écoles de Trèves, Metz et Wollstein, Jesco von Puttkamer rejoint le 89e régiment de grenadiers (de) en 1896 et est promu sous-lieutenant en 1897.
En 1902, il rejoint la troupe de protection au Cameroun, où il est initialement nommé adjudant au commandement de la force de protection. En décembre 1903, il est muté à Bamenda comme officier de la compagnie et au début de 1904 participe à une expédition contre Congoa et la même année à la guerre contre les Anyang dans le district d'Ossidinge. De 1905 à 1907, il participe à l'assujettissement du sud-est de la colonie dans le cadre de l'expédition sud. De 1908 à 1911, il est adjudant du gouverneur à Buéa. Au cours de l'administration du Nouveau Cameroun, il occupe la station de Mbaïki en février 1913 et est nommé chef de la 6e compagnie du nouveau district central de Sanga-Lobaje.
Lors de son voyage de retour en Europe, surpris par le déclenchement de la Première Guerre mondiale, Puttkamer revient en Allemagne via le Brésil et la Norvège, démissionne officiellement de la force de protection en octobre 1914 et participe à la campagne à l'Ouest, plus récemment en tant que commandant du régiment. Parfois, il est affecté au commandement général à Bruxelles pour effectuer des tâches spéciales dans les questions relatives au Congo belge pour l'administration coloniale.
À Noël 1918, Puttkamer ramène son régiment à Rostock et le dissout. En janvier 1919, il forme le bataillon de volontaires du Mecklembourg de Puttkamer basé à Ludwigslust, qui est intégré à la nouvelle Reichswehr le 1er mai 1919 et placé sous le commandement de la 17e division d'infanterie. Dans les années 1920, il est major et ancien de la localité d'Eutin, commandant du régiment de la garde à Berlin et, plus récemment, commandant de la terrain d'essai de Döberitz (de) (à partir de 1929). Le 31 janvier 1932, il est libéré avec le caractère de général de division et le droit de porter l'uniforme général. En 1933, il est réactivé, enrôlé dans la Wehrmacht et nommé commandant de district militaire dans les arrondissements de Stargard (de) et Prenzlau. En 1936, il prend sa retraite du service actif.
Dans la Seconde Guerre mondiale, il est réactivé et est entre autres commandant du camp de prisonniers d'officiers Oflag II-A à Prenzlau, 1940 de l'Oflag II C à Woldenberg (Neumark) et commandant du camp de prisonniers de guerre dans le district militaire XVIII (Carinthie / Salzbourg / Styrie). En 1940, il passe au grade de major général z. V., 1942 au lieutenant général z. V. En août 1942, il prend finalement sa retraite.
À la fin de la guerre, Puttkamer vit à Neustrelitz, d'où il s'enfuit en République fédérale d'Allemagne en 1952 avant l'arrestation imminente par le NKVD. Plus récemment, il vit à Wiesbaden. En 1952, le conseil municipal de Neustrelitz met sa collection ethnographique à la disposition de l'Institut d'ethnologie de l'Université Humboldt de Berlin.
Le journaliste du même nom Jesco von Puttkamer (de) est son fils.

## Récompenses
- Ordre de l'Aigle rouge de 4e classe avec des épées[1]
- Ordre de la Couronne de 4e classe avec des épées
- Croix de chevalier de l'Ordre de la maison royale de Hohenzollern avec des épées
- Croix de fer (1914) 2e et 1re classe
- Insigne des blessés (1918) en noir
- Croix de chevalier de 2e classe de l'Ordre de Frédéric
- Croix hanséatique de Hambourg
- Croix de chevalier de l'ordre du Griffon du Mecklembourg
- Croix du mérite militaire de Mecklembourg de 1re classe
- Croix pour distinction de guerre (de) de 1re classe
- Croix hanséatique de Lübeck